# 龍泉寺 (秋田県羽後町)
龍泉寺（りゅうせんじ）は、秋田県雄勝郡羽後町新町字上高寺に所在する曹洞宗寺院。山号は瀧澤山 （ろうたくさん）。古代の七高山信仰と戦国武将小野寺道親が築営した高寺城の歴史にかかわりをもつ寺院である。

## 沿革と概略
龍泉寺は、出羽山系七高山（標高303.5メートル）の東麓、標高94メートルの地点に所在する。七高山の頂上には、天平勝宝年間（749年-757年）の創建といわれる七高山神社があり、かつては修験道の霊地であった。七高山神社裏参道中腹には「七高山奥院」と呼ばれる巨石の連なる一画があり、そこには修験道の祖である役小角の石像が祀られた小堂がある。七高山全山には不動明王堂跡、文殊菩薩堂跡、白山堂跡など仏堂の跡が点在し、かつての山岳寺院の痕跡をとどめている。これらは、いずれも大規模な火災によって焼失したとされているが、「清岩寺」と書かれた山門の額だけは、いまも七高山神社に保存されている。
この地はまた、戦国大名小野寺氏庶流の小野寺甲斐守道親（高寺道親）の築営した城、高寺城のあった地とされており、高寺氏は七高山神社とともに山岳寺院を崇敬保護してきた。その山岳寺院が清岩寺（真言宗）であるのか、あるいは龍泉寺（曹洞宗）であるのかはよくわかっていない。いずれにせよ、小野寺氏は出羽国山形城に本拠を置く最上氏との抗争に敗れ、関ヶ原合戦敗戦の結果改易されたため、寺社はその保護を失って衰退した。
江戸時代に入り、出羽国平鹿郡増田（現、横手市増田町）の満福寺8世鳳庵全通によって曹洞宗瀧澤山龍泉寺が改宗開山のかたちで創建された。その年代は詳らかではないが、元和（1615年 - 1624年）の末もしくは寛永年間（1624年 - 1645年）と考えられる。
江戸時代後葉、経世家として知られる佐藤信淵が子どもだったころ、手のつけられない悪童だったため、この寺に預けられて修行させられたが、すぐにここから逃げだし、七高山奥院にこもって読書に明け暮れたという逸話がのこる。七高山の山中にはフクジュソウが群生しており、信淵は自身の農書『草木六部耕種法』のなかで「丈七八尺の福寿草、七高山の谷に生ぜり」と記している。

## 文化財
曹洞宗寺院としては比較的歴史の浅い寺院であるが、一度も火災にあったことがないので伽藍本体は江戸時代初期の創建当初そのままであり、貴重な文化遺産となっている。　
寺宝は、明晁筆と伝えられる「十六善神画像」である。